# Prisión de Graz-Karlau
La Prisión de Graz-Karlau (en alemán: Justizanstalt Graz-Karlau) se encuentra en la ciudad de Graz, en el estado de Estiria, Austria. Con una capacidad de 552 reclusos, Graz-Karlau es la tercera prisión más grande de Austria. Construida entre 1584 y 1590 en estilo renacentista tardío con los diseños de Antonio Tade y Antonio Marmoro, se le utiliza como residencia de verano para la caza del archiduque Carlos II de Austria. Originalmente, se le llamó "Castillo Dobel". 